# Yvonne van den Hurk
Yvonne Antoinette Richard van den Hurk ('s-Hertogenbosch, 31 juli 1959) is een Nederlands actrice. Ze studeerde in 1982 af aan de Toneelschool Maastricht. Ze was onder meer te zien in de televisieprogramma's Het Klokhuis en Taxi (als taxichauffeur). Het bekendst werd ze met haar rol als Pam Wesseling in de advocatenserie Pleidooi en als Adrienne Rieding in Unit 13.
Ze treedt ook op in het theater. Zo heeft ze gespeeld bij Hollandia, het Zuidelijk Toneel, het Ro Theater en in het Theater van het Oosten. In 1990 won ze voor haar rol in het stuk 'Schrijf me in het zand' van Theater van het Oosten, een Colombina. Dit is een theaterprijs van de VSCD voor de beste vrouwelijke bijrol. Ze speelde in De Tweeling en De Vagina Monologen en regisseerde Peter Faber in Caveman. In 2000 begon ze, samen met haar partner Harry de Winter, het bedrijf WinterSpelen theaterproducties. Als artistiek directeur binnen dit bedrijf (co)-produceerde ze de theatervoorstellingen Caveman en De Vagina Monologen, en schreef ze zelf de stukken Moord, Chopin?, Frau Bach en Hormonologen. Naar aanleiding van deze laatste voorstelling, die ze zelf ook regisseerde, schreef zij een boek en sprak ze een luisterboek in.
In 2005 was Yvonne van den Hurk deelnemer in het televisieprogramma Wie is de Mol? (Australië).
In 2011 schreef van den Hurk een boek Hormonologen dat daarna ook door haar in een theatervoorstelling werd verwerkt.
Van den Hurk is een veelgevraagde stem voor het inspreken van voice-overs en audiotours. Ook vertolkte ze de stem van Nicolien in de hoorspelbewerking van Het Bureau naar de roman van J.J. Voskuil (zie ook: Lijst van personages uit Het Bureau). Daarnaast geeft ze theaterlessen en trainingen.
De afgelopen jaren heeft ze zich toegelegd op schilderen. Haar partner Harry de Winter overleed in 2023.

## Filmografie
- Titaantjes (Televisiefilm, 1983) - Lien
- 12 steden, 13 ongelukken Televisieserie - Cecile (Afl., Surprise (Nederweert), 1991)
- Het Klokhuis Televisie (1988-1995)
- Pleidooi[4] Televisieserie - Pam Wesseling (30 afl., 1993-1995)
- Filmpje! (1995) - Ellen Wesseling
- Taxi (1996-1998) - Taxichauffeur
- Sterker dan drank Televisieserie - Irma (Afl., droogzwemmen, 1997)
- Unit 13 Televisieserie - Adrienne Rieding (37 afl., 1996-1998)
- Baantjer Televisieserie - Gonnie Selbach (Afl., De Cock en de moordfilm: deel 1 & 2, 2002)
- Grijpstra & De Gier Televisieserie - Annelies Bergman (Afl., De zaak van het dode kind, 2005)
- Keyzer & De Boer Advocaten Televisieserie - Yvette Hezemans (Afl., Het mes snijdt, 2006)
- Bloedverwanten Televisieserie - Eva van de Ven (2010-2014)
- Icarus - Televisieserie - Rita Verdonk (2016)
- Casa Coco (2022) - klagende vrouw